# Ringe (Niedersachsen)
Die Gemeinde Ringe gehört zur Samtgemeinde Emlichheim im Landkreis Grafschaft Bentheim in Niedersachsen. Die Gemeinde liegt direkt an der niederländischen Grenze.

## Gemeindegliederung
Die Gemeinde besteht aus den Ortsteilen Großringe, Kleinringe sowie Neugnadenfeld und ist vorwiegend ländlich geprägt.

## Geschichte
Urkundlich erwähnt wird Ringe erstmals 1329. In einem Schriftstück heißt es in lateinischer Sprache „… sitam in legione Righe in parrochia Emnynchem“, zu deutsch „… gelegen in der Bauerschaft Righe (Ringe) im Kirchspiel Emnynchem (Emlichheim)“. Ringe war schon im Mittelalter in die Ortschaften Großringe und Kleinringe eingeteilt.
Bis heute ist Ringe landwirtschaftlich geprägt. In den schwer zugänglichen Weustenflächen erbauten sich die Ringer Bauern sogenannte Boôn. So wurden Viehhütten genannt. Es waren ursprünglich primitive Gebäude, die aus Balken und Brettern erbaut und mit Lehm, Stroh und Heide verklebt und eingedeckt wurden. In den Boôn wurden im Winterhalbjahr Rinder untergebracht, die von einem meist jungen Mann, dem „Boônheern“, versorgt wurden. Während der Kriegsjahre von 1939 bis 1945 wurden immer mehr Boôn verpachtet, da die jungen Männer zum Militärdienst einberufen wurden. Einige Jahre nach dem Krieg wurden die Boôn noch bewirtschaftet, aber schon in den 1950er Jahren fanden sie ein Ende.
Das Gemeindegebiet bestand früher vorwiegend aus Moorflächen des Hochmoor Ringe. Diese wurden durch Gefangene während des Zweiten Weltkrieges kultiviert, nachdem die Nationalsozialisten dafür ein Gefangenenlager, das Lager Alexisdorf, errichtet hatten. Nach dem Krieg fanden hier heimatlose Flüchtlinge eine vorübergehende Unterkunft. Aus dem Lager entstand eine neue Ortschaft, die sich Neugnadenfeld nennt und zur Gemeinde Ringe gehört. Heute gibt es nur noch wenige reine Moorflächen in der Gemeinde. Naturschützer versuchen, die ehemaligen Moore zu rekultivieren, da sie als Lebensraum für einige bedrohte Tierarten immer knapper werden.
Neben den heimatlosen Flüchtlingen kamen in den ersten Nachkriegsjahren auch viele Menschen aus den Städten nach Ringe, um im Tauschhandel Lebensmittel von den Bauern zu beschaffen. Sie kamen nicht nur aus den nahegelegten Städten wie Nordhorn oder Lingen, sondern auch aus dem Ruhrgebiet.
Die Bürgermeister der Gemeinde Großringe, zu der auch Neugnadenfeld gehörte, waren von 1946 bis 1968 Jakobus Helweg und von 1968 bis 1974 Hermann Wieferink. In Kleinringe waren von 1946 bis 1956 Jan Lambers-Herspink, von 1956 bis 1965 Gerhard Arens und von 1965 bis 1974 Mense Poll Bürgermeister. Bürgermeister der Einheitsgemeinde Ringe waren von 1974 bis 1984 Hermann Wieferink, von 1984 bis 1986 Lambert Lambers, von 1986 bis 2000 Hildebrand Stegemann und von 2000 bis 2011 Jan Wilhelm Pol.
Durch die Gemeinde Ringe fließt die Vechte, die bei Laar die Grenze zu den Niederlanden passiert.

## Eingemeindung
Die Gemeinde Ringe entstand am 1. März 1974 aus dem Zusammenschluss der bis dahin eigenständigen Gemeinden Großringe (mit Neugnadenfeld) und Kleinringe.

## Politik
In der Gemeinde Ringe wurde bis zur Kommunalwahl 2006 stets eine allgemeine Wählerliste (AWR) aufgestellt. Zur Kommunalwahl am 11. September 2011 trat zum ersten Mal die CDU neben der SPD und der FDP an.

### Gemeinderat
Der Gemeinderat in Ringe setzt sich aus elf Ratsfrauen und Ratsherren zusammen. Die Ratsmitglieder werden durch eine Kommunalwahl für jeweils fünf Jahre gewählt. Die aktuelle Amtszeit begann am 1. November 2021 und endet am 31. Oktober 2026.
| Partei | 2021 | 2016 |
| ------ | ---- | ---- |
| CDU    | 8    | 10   |
| SPD    | 2    | 2    |
| FDP    | 1    | 1    |

### Bürgermeister
Zum ehrenamtlichen Bürgermeister wurde in der konstituierenden Sitzung des Gemeinderates im November 2016 Albert Stegeman (CDU) wiedergewählt.

## Kultur und Sehenswürdigkeiten

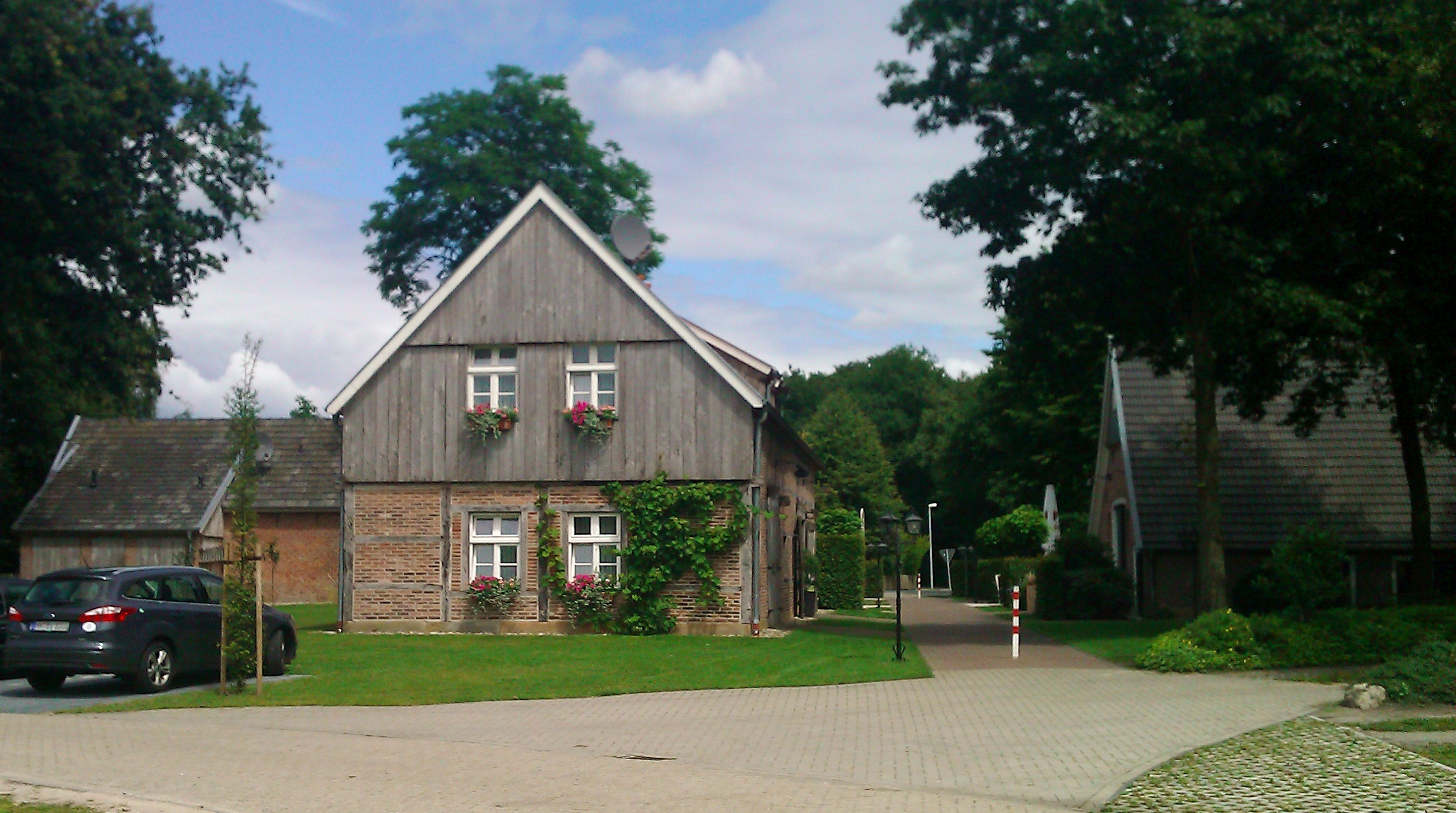
Gebäudekomplex Altes Landhaus Buddenberg

In der Gemeinde gibt es mit dem „Alten Landhaus Buddenberg“ ein geschichtsträchtiges Handelshaus. Dieses beheimatet heute ein Restaurant mit Fremdenzimmern. In der über 200-jährigen Geschichte des Hauses war hier vorwiegend eine Gastwirtschaft und ein Lebensmittelladen für die Landbevölkerung untergebracht. Im Jahr 1997, nachdem das Haus bereits einige Jahre nur noch als Wohnhaus diente, brannte es nieder. Einige Jahre später wurde es mit Hilfe von Stiftungen und Heimatfreunden nach den Vorgaben der Denkmalpflege wieder aufgebaut und restauriert.

## Wirtschaft
Ein wichtiger Wirtschaftsfaktor ist die Landwirtschaft. Durch die Nähe der Emsland-Stärke werden vor allem Stärkekartoffeln angebaut. Aber auch die Maisproduktion zur Gewinnung von Biogas (Energiemais) und zur Fütterung der Milchkühe sind in der Landwirtschaft vertreten.
Neben der Landwirtschaft sind zwei Firmen aus der Kunststoffverarbeitung in der Gemeinde angesiedelt. Im Gewerbegebiet ist ebenfalls eine Maschinenfabrik angesiedelt. Auch die Baubranche ist in Ringe beheimatet. Zudem bestehen kleine Familienbetriebe im Handwerk, wie Fleischerei und Bäckerei.

## Verkehr
Ringe liegt an der Landesstraße 44. Es besteht eine regelmäßige Rufbusanbindung der Verkehrsgemeinschaft Grafschaft Bentheim (VGB) sowohl nach Emlichheim und Neugnadenfeld als auch nach Hoogstede, wo es einen Anschluss an eine Regionalbuslinie in Richtung Neuenhaus gibt. In Neuenhaus gibt es Anschlüsse an die Bahnlinie RB 56 in Richtung Nordhorn und Bad Bentheim sowie an eine Regionalbuslinie in Richtung Nordhorn.